# Ла-Покатьер
Ла-Покатьер — малый город в региональном муниципалитете Камураска, округ Низовье Святого Лаврентия, провинция Квебек, Канада.

## Демография
Согласно переписи населения Канады 2011 года:
- Население: 4266 человек
- Изменение (2006—2011): −6,8 %
- Жилища: 2,137
- Площадь: 21,73 км²
- Плотность населения: 196,3 чел/км²

## Экономика
В городе расположен крупный завод компании Бомбардье по производству железнодорожных вагонов и вагонов для метро. Завод был построен в 1961 году для производства снегоходов Moto-Ski, а в 1971 году был переоборудован для производства вагонов (Bombardier продолжал продавать Moto-Ski до 1985 года).

## Культура и достопримечательности
В городе находится Музей Франсуа Пилота (музей этнологии Квебека). В музее представлены экспонаты по истории сельскохозяйственного образования, ряд исторических залов, выставлены чучела птиц и животных, а также презентации по другим аспектам местной истории.
Рядом с городом находятся небольшие изолированные холмы, известные как монаднок. Высота расположенного рядом холма Монтан-дю-Колледж-де-Сент-Анн-де-ла-Покатьер составляет 119 метров.

## Образование

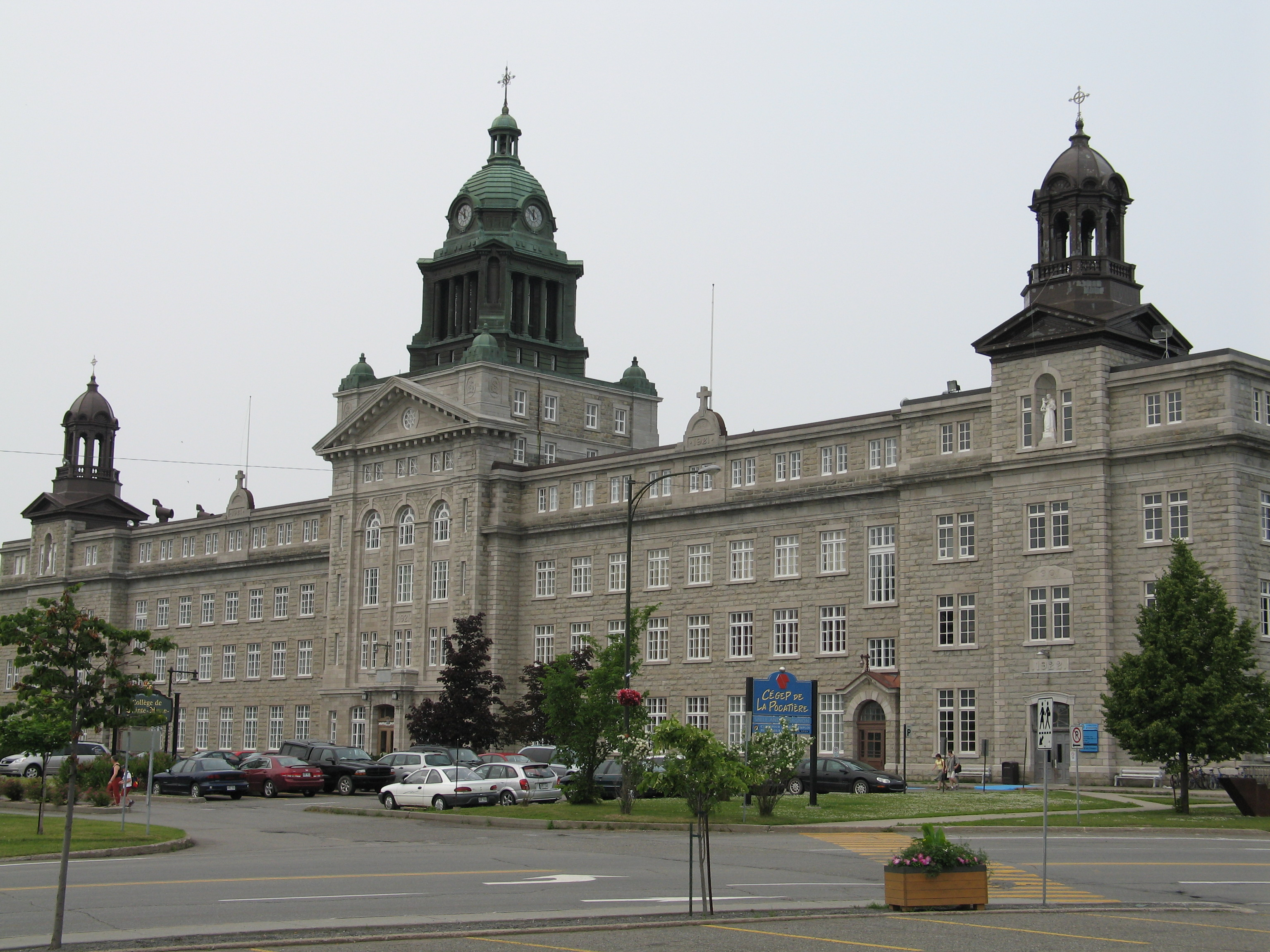
Местный сежеп

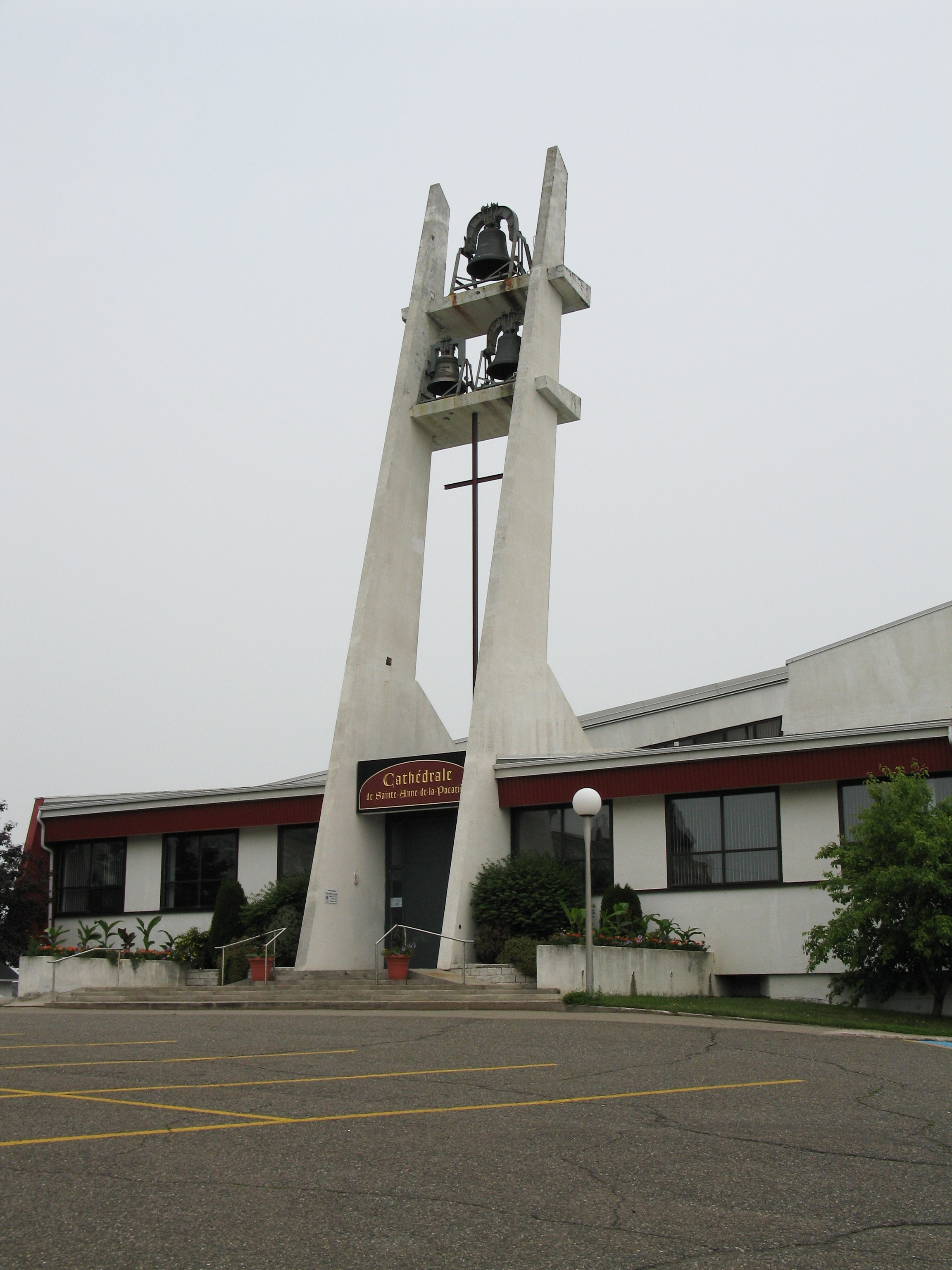
Собор Святой Анны

В Ла-Покатьер есть три высших учебных заведения:
- Колледж Сент-Анн-де-ла-Покатьер — с 1827 г.
- Сежеп — с 1967 г.
- Агропродовольственный технологический институт, специализирующийся на лошадях

В городе есть три государственных школы под эгидой Школьной комиссии округа Камураска — Ривьер-дю-Лу:
- École Sacré-Coeur — начальная школа
- École Polyvalente La Pocatière — средняя школа
- Education des adultes — обучение взрослых

## Города-побратимы
Ла-Покатьер является побратимом городов:
- Кутанс во Франции